# 筹款提醒
筹款提醒（DonationAlerts）是俄罗斯最大的流媒体盈利服务，同时也是独联体国家尤其是俄罗斯、白俄罗斯的网络主播们使用最为广泛的在线筹款平台。2017年，筹款提醒被Mail.ru团队（现属VK公司）收购。2024年，该服务被出售给帕维尔·哈拉内卡。
该服务是一个有组织的筹款系统，用于网络主播及其频道的基本设计。通过该服务进行的每一笔捐款都要被抽取10%的手续费。网站支持主流支付方式Visa卡、万事达卡和Paypal以美元、欧元、卢布币种支付，此外还支持众多其他支付方式。

## 历史
筹款提醒由程序员谢尔盖·特里福诺夫（Сергей Трифонов）于2015年推出，最初与三个直播平台合作：Twitch、YouTube和Hitbox。 自2017年加入Mail.ru团队（现为VK公司）的服务后，它在该公司控股的社交网络VK和Odnoklassniki中可供使用。
2019年，该服务为俄罗斯的网络主播举办了首届StreamingAwards活动，有超过3,000名主播参加。
2020年初，该服务推出了网络主播广告账户。主播会直接在他们的筹款提醒账户中收到广告合同。

## 概况
根据研究公司Wanta的数据，从2019年开始，俄罗斯约有85%的主播使用筹款提醒服务。捐款者用户注册量达260万，其中85%为男性，15%为女性；上述两种群体通过该服务捐出的金额占比分别为76%和24%。

### 网站支付方式
网站支持Visa卡、万事达卡和Paypal（以上均限美元、欧元、卢布）、Paysafecard（限美元、卢布）、Sofort（欧元）、通过巴西电子支付服务UOL BoaCompra进行支付的信用卡、巴西银行卡和Online Banking、Boleto Flash、Pix、移动电话（非全球）、Trustly、SberPay、VK Pay、Qiwi、Faster Payments System、YooMoney。

### 俄罗斯各联邦管区平均捐款额排行[註 3]
- 第1位：中央联邦管区——560卢布。[註 4]
- 第2位：西北联邦管区——485卢布。[註 5]
- 倒数第2位：伏尔加联邦管区——310卢布。
- 倒数第1位：北高加索联邦管区——301卢布。

其中莫斯科和圣彼得堡的居民通过筹款提醒捐的最多，分别占所有捐款的15.5%和9%；紧随其后的是克拉斯诺达尔、顿河畔罗斯托夫和别尔哥罗德。
截至2019年6月13日，该服务历史上最大的一笔捐款为20万卢布。
2020年1月至3月，因新冠病毒疫情爆发而产生的自我隔离期间，捐款数量增加了40%，同年4月又增加了35%。

## Boosty
2019年，筹款提醒推出了姊妹产品Boosty。 这项新服务允许创作者可以定期收到订阅者的付款。 除了订阅作者外，订阅者们还可以为创作者设置的特定目标进行一次性捐款，也可以通过捐款解锁个别付费帖子。

## 慈善
网络主播与筹款提醒协商的慈善广播不受手续费的约束，筹集的资金直接进入基金会。
为了照顾住在奥列什科沃机场的黑熊曼苏尔（Мансура），已经筹集了大约450万卢布。
新冠病毒疫情期间，网络主播在筹款提醒的帮助下筹集了近200万卢布来支持医生。
该服务与慈善基金会合作，并通过自己的直播宣传来为他们筹款。